# Blumgrund Naftali
Blumgrund Naftali (Bolesó, 1872. április 26. – ?, 1918. január 15.) rabbi, egyházi író.

## Élete
Apja Blumgrund Náthán volt. 1895-1900 közt volt a budapesti Rabbiképző növendéke. Egy évet a berlini Lehranstalt für die Wissenschaft des Judentums-on töltött. 1899-ben szerezte meg a bölcsészetdoktori fokot a budapesti egyetemen, 1901. avatták rabbivá. 1901-től abonyi főrabbi. 

## Művei
- Sáadja ibn Danán élete és költészete. Budapest, 1899.
- Kaufmann Dávid emlékezete. Kiadja az Orsz. rabbiképző-intézet felső tanfolyamának theologiai egylete. Dr. Kaufmann D. arcképével. Budapest, 1900.
- Beköszöntő templomi beszéd. Tartotta az abonyi izr. templomban 1901. május 6. Cegléd, 1901.
- Templom és iskola. Ünnepi beszéd és avató ima. Törökszentmiklós, 1913.
- Juda hangja. Gyászbeszéd Rosenzweig Lipót abonyi főkántor ravatalánál. Abony, 1916.

Cikkei a Múlt és Jövő című lapban jelentek meg.